# 요시카시촌
요시카시촌(吉樫村)은 니가타현 고시군에 설치되었던 촌이다. 현재의 나가오카시에 해당한다.